# Acacia quadrimarginea
Acacia quadrimarginea é uma espécie de leguminosa do gênero Acacia, pertencente à família Fabaceae.